# Црква Светог Јована Шангајског у Батајници
Црква Светог Јована Шангајског је црква Српске православне цркве који се налази у насељу Батајница у београдској општини Земун.

## Опште информације
Црква се налази у београдском насељу Батајница, припада епархији сремској, а освештана је 12. јула 2015. године од стране епископа сремског Василија.
Градска општина Земун поклонила је плац на коме се налази црква, за њену изградњу, а још 2005. године становници насеља Шангај покренули су иницијативу да њихово насеље добије цркву.